# Pictet (cràter)
Pictet és un cràter d'impacte lunar localitzat just a l'est del cràter de major grandària i més prominent Tycho. El sistema de marques radials d'alt albedo i els materials ejectats per Tycho s'estenen a través de Pictet, sobrepassant-ho cap a l'est. Pictet és més antic que Tycho i mostra un cert desgast pels successius impactes rebuts.

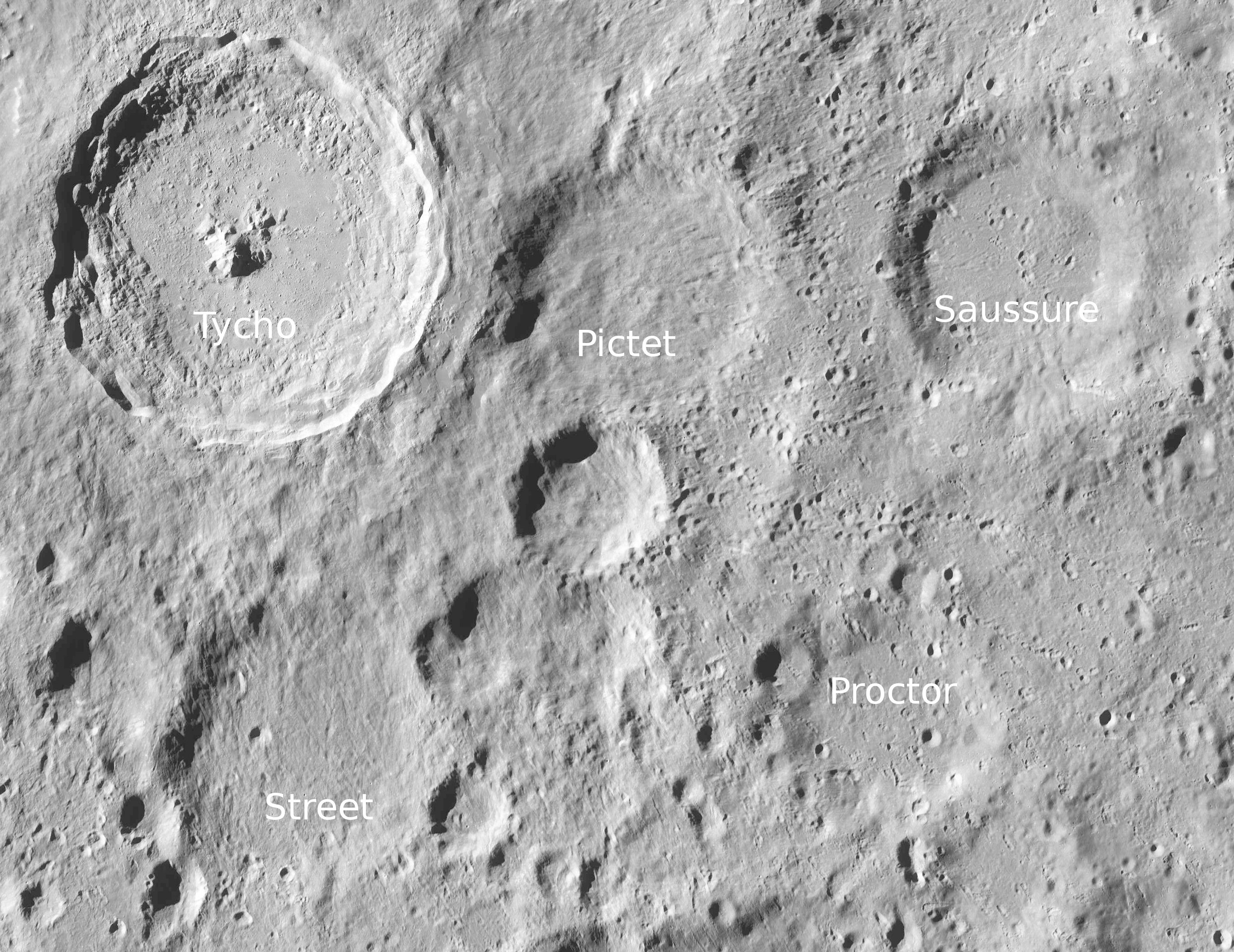
Entorn de Pictet. Fotografia de la missió Lunar Reconnaissance Orbiter.

Pictet A, lleugerament més petit, envaeix lleugerament el cràter principal per la seva vora sud-oest, amb el cràter Pictet E, més gran, gairebé unit a la vora nord. A l'est es troba Saussure, i al nord-est apareix una formació més gran i desgastada, el cràter Orontius.
M-A Pictet va ser deixeble i posteriorment col·lega i amic de Horace-Bénédict de Saussure.

## Cràters satèl·lit

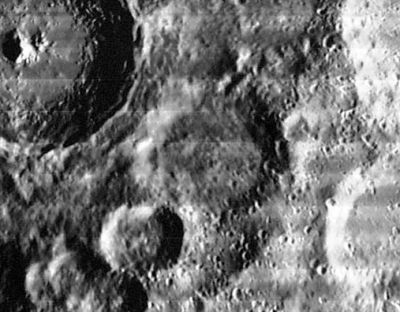
Una altra imatge de la missió Lunar Orbiter 4

Per convenció aquests elements són identificats en els mapes lunars posant la lletra en el costat del punt central del cràter que està més proper a Pictet.
|        | \| Pictet \| Coordenades \| Diàmetre \| \| ------ \| ---------------------------------- \| -------- \| \| A \| 45° 00′ S, 7° 54′ O / 45.0°S,7.9°O \| 34 km \| \| C \| 42° 42′ S, 7° 42′ O / 42.7°S,7.7°O \| 7 km \| \| D \| 46° 00′ S, 9° 00′ O / 46.0°S,9.0°O \| 21 km \| \| E \| 41° 18′ S, 7° 42′ O / 41.3°S,7.7°O \| 70 km \| \| F \| 42° 48′ S, 6° 18′ O / 42.8°S,6.3°O \| 11 km \| \| N \| 41° 30′ S, 8° 06′ O / 41.5°S,8.1°O \| 7 km \| |          |
| Pictet | Coordenades | Diàmetre |
| A      | 45° 00′ S, 7° 54′ O / 45.0°S,7.9°O | 34 km    |
| C      | 42° 42′ S, 7° 42′ O / 42.7°S,7.7°O | 7 km     |
| D      | 46° 00′ S, 9° 00′ O / 46.0°S,9.0°O | 21 km    |
| E      | 41° 18′ S, 7° 42′ O / 41.3°S,7.7°O | 70 km    |
| F      | 42° 48′ S, 6° 18′ O / 42.8°S,6.3°O | 11 km    |
| N      | 41° 30′ S, 8° 06′ O / 41.5°S,8.1°O | 7 km     |